# Kraftstoffkühlung
Die Kraftstoff(rück)kühlung dient dazu, Kraftstoff, der von der Einspritzpumpe zurück in den Tank läuft, vorher abzukühlen. Dies ist gerade bei Fahrzeugen mit Benzindirekteinspritzung bei fast leerem Tank im Sommer sinnvoll, um ein starkes Aufheizen und Verdampfen des restlichen Tankinhalts zu verhindern.
Bei modernen Einspritzanlagen wird der Kraftstoff auf bis zu 2500 Bar komprimiert und erwärmt sich dabei stark. Kraftstoff, der nicht in den Brennraum gelangt, wird über die Leckkraftstoffleitung zum Tank rückgeführt. Um diesen vor dem Rückfluss abzukühlen, läuft er durch einen Wärmetauscher.

## Rennsport
Im Rennsport ist die extreme Kühlung des Kraftstoffs, bevor er in den Fahrzeugtank gegeben wird, eine beliebte Methode, um die Dichte und damit die Kraftstoffmasse im Kraftstofftank zu erhöhen. Bei einer Temperatursenkung von +20 °C auf −20 °C zieht sich der Kraftstoff um etwa 0,044 l/l (γ=0,0011 [1/K]) zusammen. Bei einem Tankvolumen von 100 l können so etwa 4,4 l mehr getankt werden.

## Tuningmaßnahme
Die herstellerseitig verbaute Kraftstoffkühlung im Rücklauf der Leckkraftstoffleitung ist von gleichnamigen Tuningmaßnahmen im Kraftstoffvorlauf zu unterscheiden. Letztere sollen durch kühleren und damit dichteren Kraftstoff die eingespritzte Kraftstoffmasse erhöhen und damit die Leistung erhöhen. Moderne Motoren mit Lambda-Regelung verringern dann jedoch das eingespritzte Volumen entsprechend, um nicht aus dem Lambda-Fenster zu laufen, was den gewünschten Effekt verhindert. Die Tuningmaßnahme ist mithin bei modernen Motoren mit Lambdasteuerung wirkungslos.